# Енди Дик
Ендру Роун Дик (енгл. Andrew Roane Dick; Чарлстон, 21. децембар 1965), рођен као Ендру Томлисон (енгл. Andrew Thomlinson), познатији као Енди Дик (енгл. Andy Dick), амерички је стендап комичар, глумац, музичар и телевизијски и филмски редитељ. Прво телевизијско појављивање забележио је у Бен Стилер шоу-у. Касније је оформио и свој Енди Дик шоу који се приказивао на МТВ и трајао је око годину и по дана. Поред глумачке каријере познат је и по многим контроверзама међу којима су проблеми са дрогом и сексуално злостављање због којих је био ухапшен више пута.

## Младост и детињство
Рођен је 21. децембра 1965. године под именом Ендру Томлисон, али су га Ален и Су Дик усвојили и дали му име Ендру Роун Дик. У средњој школи је користио своје презиме у смешне сврхе (Дик на енглеском језику означава погрдан израз за пенис). Као дете је живео годину дана у Југославији.

## Приватни живот
Био је у браку са Ивоном Ковалчик од 1986. до 1990. године. У интервјуу 2006. године за Вашингтон пост је изјавио да је бисексуалац.

## Контроверзе
Дик је у јавности познат и по свом непримереном понашању највише по томе што је више пута је био ухапшен, највише због сексуалног узнемиравања.
У емисији код Џимија Кимела је додиривао Иванку Трамп по ногама због чега је избачен из емисије.